# Райзер, Мэгги
Ма́ргарет Мэ́ри «Мэ́гги» Ра́йзер-Мехра́н (англ. Margaret Mary «Maggie» Rizer-Mehran; 9 января 1978, Статен-Айленд, Нью-Йорк США) — американская актриса, фотомодель и СПИД-активистка.

## Биография
Маргарет Мэри Райзер родилась 9 января 1978 года в Статен-Айленде (штат Нью-Йорк США) в семье Кевина О'Ди Райзера и Морин Райзер (ныне Брин). Когда Мэгги не было и года её отец признался, что он гей и вскоре после этого он развёлся с её матерью. Позже отец Райзер умер от СПИДа, а десятилетие спустя её мать повторно вышла замуж. У неё есть брат и три сестры: Джейк, Кэти, Джулия и Патриша.

## Карьера
Мэгги начала карьеру модели в 1997 году.
В 2004 году Мэгги сыграла небольшую роль девушки на вечеринке № 1 в эпизоде «Пусть там будет свет» телесериала «Секс в большом городе».
После того как отец Мэгги умер от СПИДа, она стала СПИД-активисткой.

## Личная жизнь
С 18 сентября 2010 года Мэгги замужем за бизнесменом Алексом Мехраном, с которым она встречалась 4 года до их свадьбы. У супругов есть четверо детей: два сына, Александр Рафахи Мехран-третий (род. 23.11.2011) и Куиннланн Клэнси Мехран (род. 15.03.2013),  дочь Сесилия Кэтрин Мехран (род. 09.02.2015) и ещё один сын — Эдвард Томас Масуд Мехран (род. 08.06.2017).